# Schullandheim Nienstedt

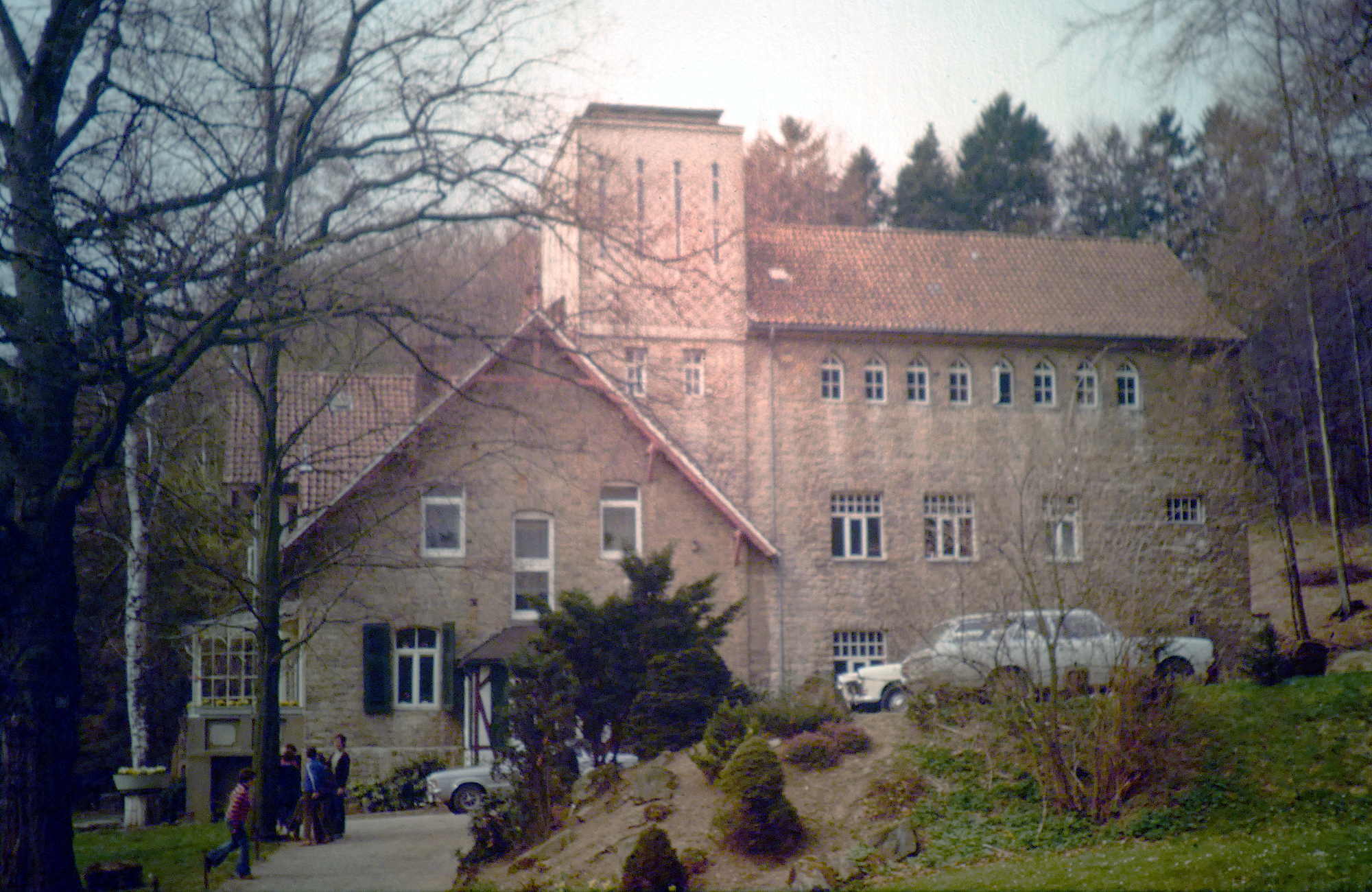
Das Schullandheim im Jahr 1975

Das Schullandheim Nienstedt, früher der Sophienhof und zuweilen das Schlepperhaus genannt, war ein bis ins Frühjahr 2019 als Schullandheim genutztes Anwesen im Deister bei Nienstedt, einem Stadtteil von Bad Münder am Deister in Niedersachsen. In den 1940er Jahren diente es als Kinderkrankenhaus.

## Geschichte
Der Sparkassenrendant Ludwig Schlepper aus Hannover ließ 1902 am Eingang des Walterbachtals westlich des Dorfes Nienstedt im damaligen Landkreis Springe eine Villa errichten. Das Gebäude nannte er nach dem Namen seiner Frau den Sophienhof. Im Jahr darauf ließ der Frührentner zwischen dem Gebäude und dem Walterbach einen Fischteich ausheben.
Die damalige Herschelschule Hannover erwarb das Anwesen im Jahr 1926. Die Villa erhielt einen dreistöckigen natursteinverkleideten Anbau und diente der Schule ab dem 4. September 1926 als Schullandheim.
Wegen der Luftangriffe auf Hannover im Zweiten Weltkrieg wurde im Rahmen der Kinderlandverschickung vom Frühjahr 1941 bis Anfang 1942 ein Großteil der Herschelschüler im Landheim untergebracht und von einigen begleitenden Lehrern unterrichtet.

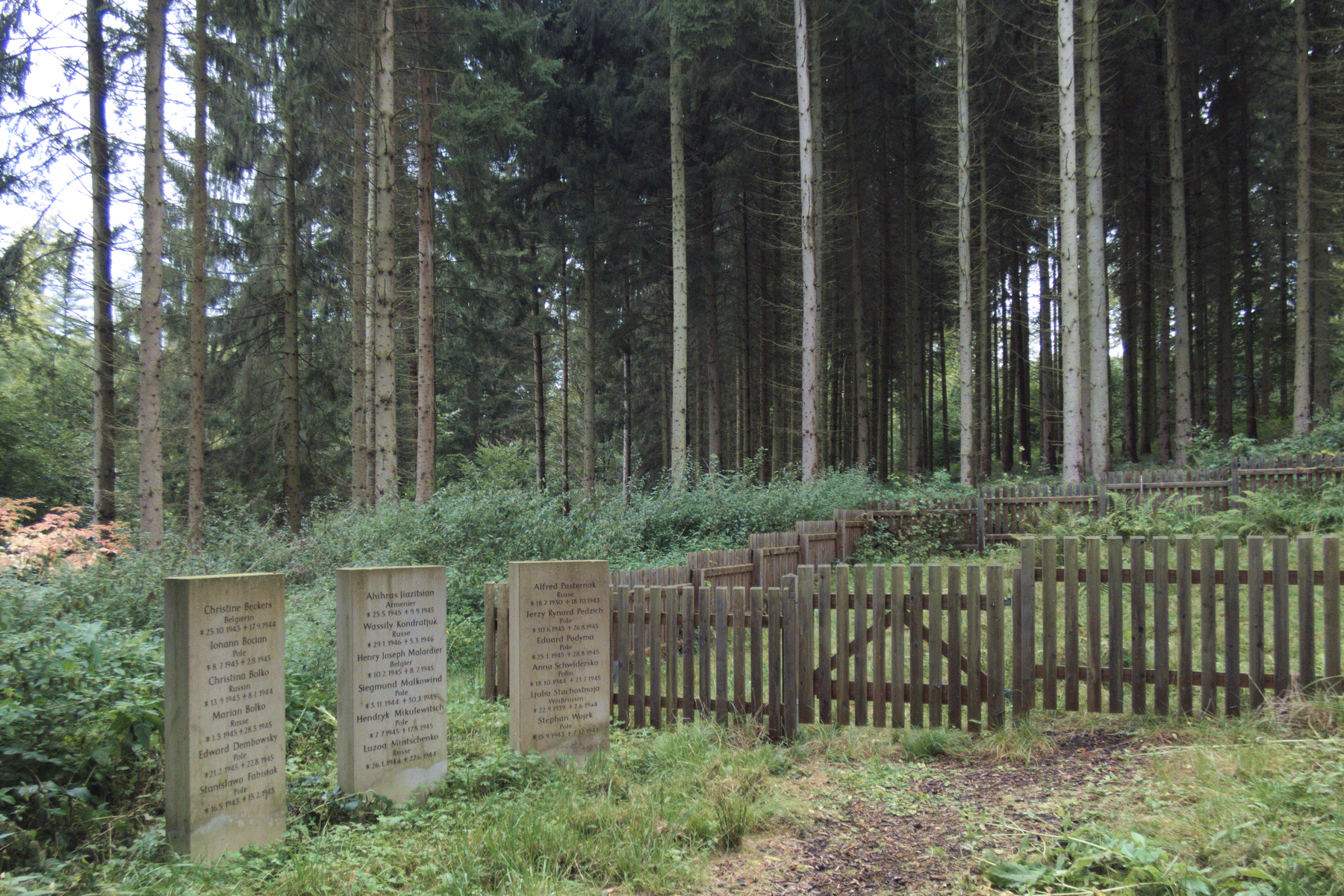
Namensstelen auf dem Kinderfriedhof Nienstedt

Ab dem 16. Oktober 1943 bis ins Jahr 1951 diente das mit einer Baracke ergänzte Gebäude als Ausweichkrankenhaus der Kinderheilanstalt Hannover. Die Patienten kamen aus der Stadt Hannover und den Landkreisen Hannover, Springe, Schaumburg, Nienburg und dem nördlichen Landkreis Hildesheim. Insgesamt 1248 Kinder verstarben im Ausweichkrankenhaus; die meisten wurden von ihren Angehörigen in den jeweiligen Heimatorten begraben.
Bis zur Befreiung im Jahr 1945 erfolgte dabei auch die Nutzung als Ausländerkinder-Pflegestätte für Kleinkinder von Müttern aus Arbeitslagern wie dem KZ-Außenlager Hannover-Mühlenberg. Nach dem Krieg kamen viele der Kinder aus den Lagern für Displaced Persons. Etwa 90, darunter 18 ausländische Kinder wurden auf einem „Notfriedhof“ im Deister begraben. Der Kinderfriedhof Nienstedt ist seit 2013 als Kriegsgräberstätte ausgewiesen.
Die Herschelschule wurde 1945 Teil der „Vereinigten Leibniz- und Herschelschule“, die ab 1947 nur noch Leibnizschule Hannover hieß.
Nachdem die Kinderheilanstalt ihren Krankenhausbetrieb einige Jahre nach Kriegsende schrittweise zurück nach Hannover verlegt hatte, diente das Anwesen in Nienstedt der Leibnizschule ab 1951 wieder als Landheim.
Die Schule schickte ihre Schüler in drei Jahrgängen für je eine Woche klassenweise ins Schullandheim Nienstedt. In der nicht auf diese Art genutzten Zeit wurden die Räumlichkeiten vermietet. 
Im Frühjahr 2019 musste es wegen nicht finanzierbarer Brandschutzauflagen schließen.

## Beschreibung

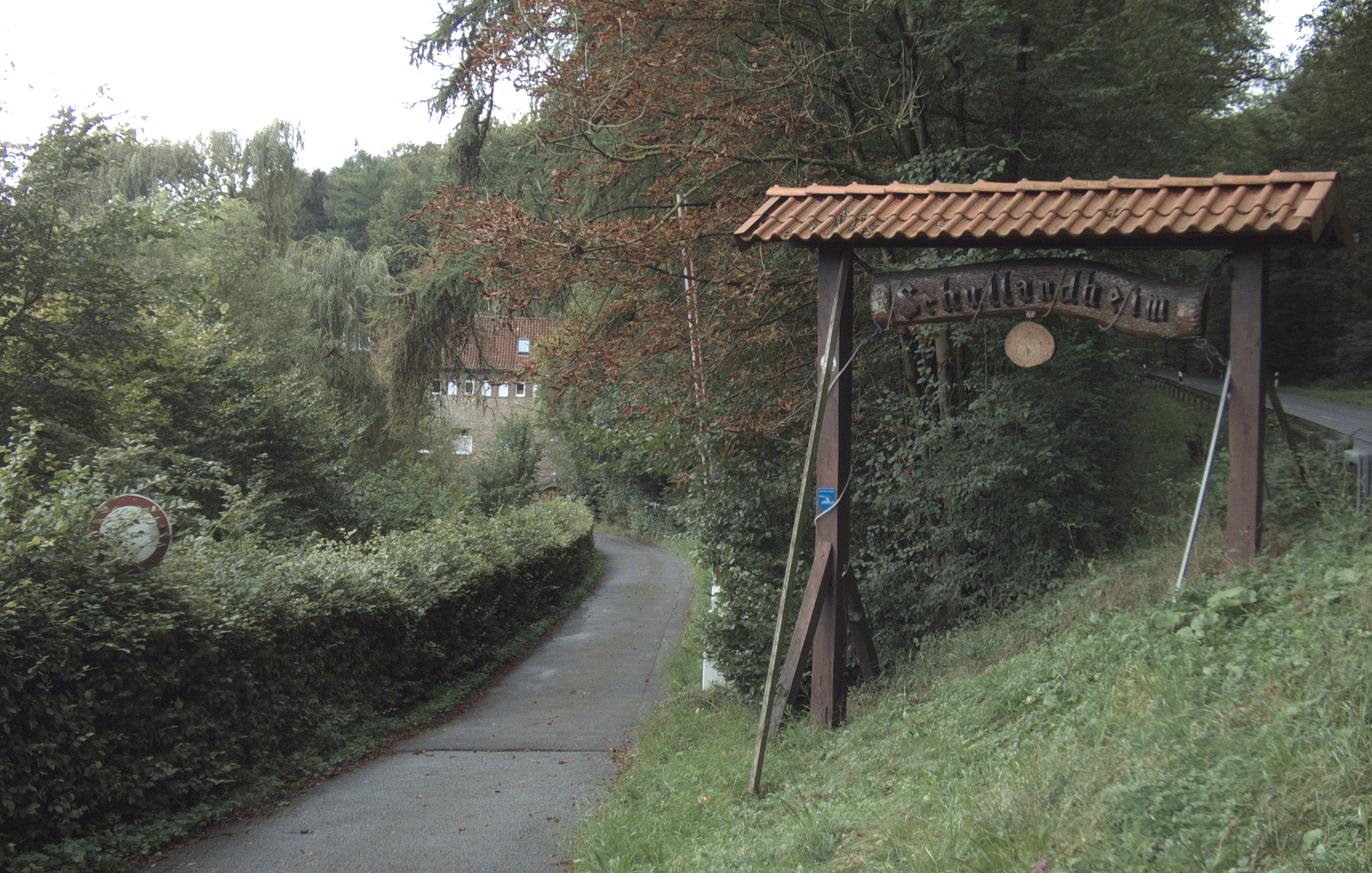
Einfahrt zum Schullandheim

Das 2,5 ha große Gelände liegt am Ortsrand von Nienstedt südlich der Kreisstraße 61.
Seit der Gebietsreform in Niedersachsen 1973 verläuft die Grenze des Landkreises Hameln-Pyrmont zum Nachbarlandkreis Grafschaft Schaumburg, seit 1977 zum Landkreis Schaumburg am westlichen und nördlichen Grundstücksrand.
Seit dem Ausbau 1926 gab es im Landheim zwei Aufenthalts- und vier Schlafsäle sowie Zimmer für Lehrer und im Ursprungsgebäude die Wohnung der Verwalterfamilie. Nach der Aufteilung von Schlafsälen durch Zwischenwände gibt es 2017 in acht Räumen verschiedener Größe insgesamt 65 Schlafplätze für Schüler sowie drei Schlaf- und einen Aufenthaltsraum für Lehrer.
Der ehemalige Standort der Krankenhausbaracke wurde durch ein asphaltiertes Kleinfeld für Sportarten wie Basketball oder Fußball ersetzt. Gelegentlich dient es auch als Behelfsparkplatz. Um 1970 entstand am Deisterhang eine zumeist als Tischtennisraum genutzte kleine Sporthalle mit einer Werkstatt im Untergeschoss. In späteren Jahren entstanden auf dem Landheimgelände weitere Bauten wie eine Grillhütte und eine Backstube.
Das Schullandheim Nienstedt wurde im Jahr 1991 vom Niedersächsischen Kultusministerium als Standort einer Umweltstation ausgewählt. Dies ermöglicht Klassenfahrten mit umweltpädagogischem Schwerpunktes und die Lehrerfortbildung. Das Landheim beherbergte zudem Teilnehmende im Freiwilligen Ökologischen Jahr. Der von Ludwig Schlepper 1903 angelegte Teich hat sich wie die Fischteiche auf dem Nachbargrundstück zu einem stark frequentierten Laichgewässer für Erdkröten und Molche entwickelt. Zum Schutz der Amphibien wird der am Landheim vorbeiführende Abschnitt der Kreisstraße 61 im Frühjahr für etwa fünf Wochen nachts gesperrt.